# Tadd Fujikawa

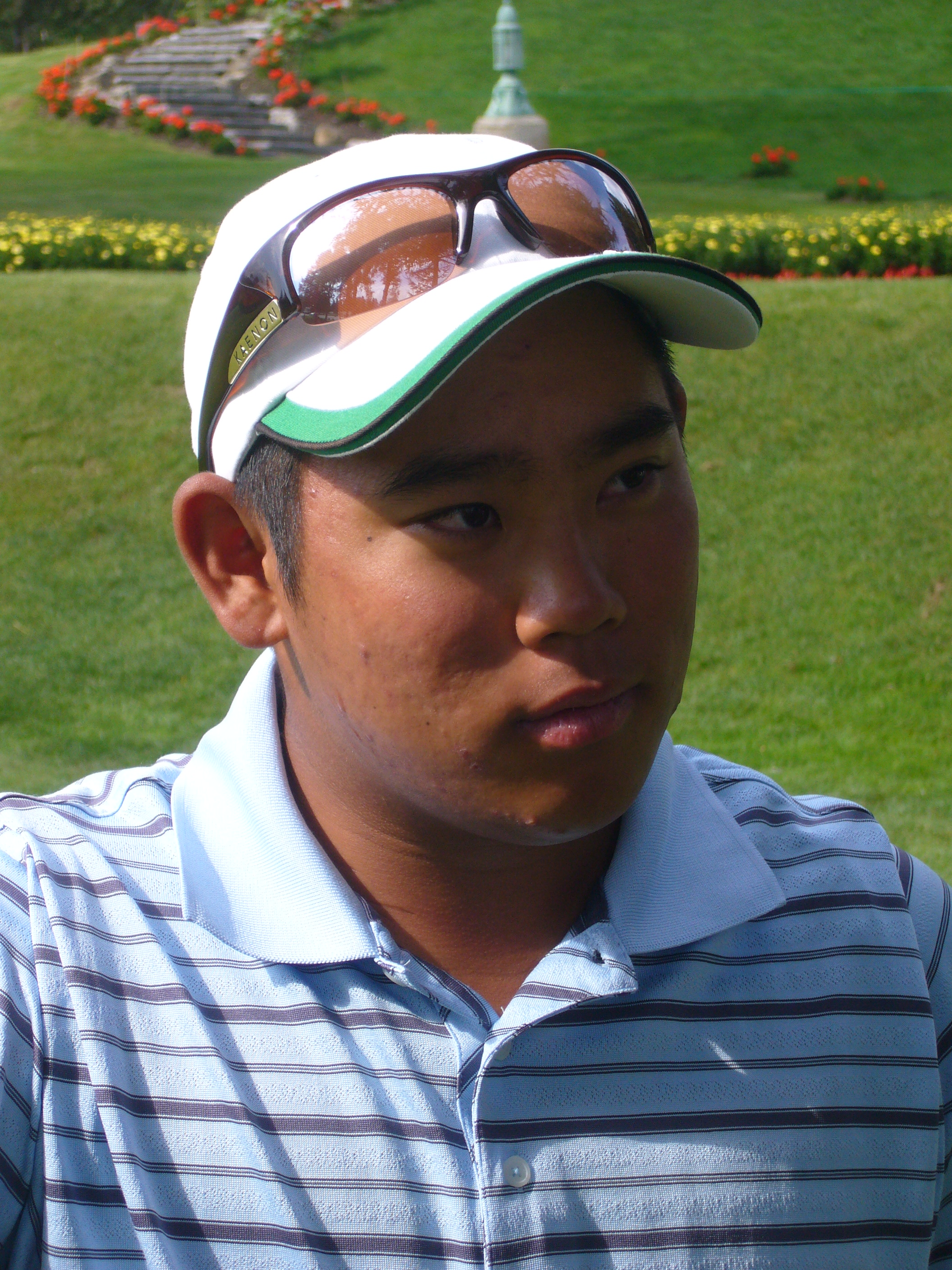
Tadd Kujikawa

Tadd Fujikawa (* 8. Januar 1991 in Honolulu) ist ein US-amerikanischer Golfspieler. Mit einer Körpergröße von 1,55 m ist er der kleinste Spieler auf der PGA.

## Leben
Er qualifizierte sich bereits mit 15 Jahren für die U.S. Open (Golf) im Jahre 2006 und war zu diesem Zeitpunkt der jüngste Spieler, dem dies gelang. Im Januar 2007 erreichte Fujikawa bei den Sony Open in Honolulu Rang 20.
Im September 2018 bekannte sich Fujjkawa als erster Mann im Profigolf offen zu seiner Homosexualität.